# Desa Plosowangi (administrativ by i Indonesien, lat -7,75, long 110,69)
Desa Plosowangi är en administrativ by i Indonesien.   Den ligger i provinsen Jawa Tengah, i den västra delen av landet, 500 km öster om huvudstaden Jakarta.